# Alberto di Riga
Alberto di Riga (in tedesco Albrecht von Buxthoeven) (Bexhövede, 1165 – Riga, 17 gennaio 1229) è stato un arcivescovo cattolico e politico tedesco.

## Biografia
Originario della nobile famiglia tedesca degli Appeldern era canonico capitolare a Brema quando venne nominato, nel 1199, vescovo della Livonia (la zona che attualmente include la Lettonia e la parte sud dell'Estonia) con il preciso incarico di conquistarla e di convertire gli abitanti al Cristianesimo continuando l'opera di evangelizzazione già iniziata, fra il 1170 e il 1180, da san Meinardo che però aveva incontrato gravi difficoltà perché privo di appoggio armato di fronte a popolazioni bellicose. Alberto aveva l'appoggio sia di papa Innocenzo III che con una bolla pontificia dichiarò che combattere contro gli infedeli sul Baltico aveva lo stesso valore che partecipare alla crociata in Terra santa, sia dell'imperatore Filippo di Svevia. Nel 1200 condusse quindi un convoglio di 23 navi e 1.500 guerrieri fino all'estuario del Daugava dove, nel 1201, fondò la città di Riga e iniziò una vera e propria crociata del nord.
Allo scopo di evangelizzare la zona fece immigrare numerosi pellegrini provenienti dalla Germania del nord, per i quali ottenne l'indulgenza plenaria da papa Innocenzo III, con l'obiettivo di ingrandire la colonia e nel contempo fece proselitismo con l'intento di convertire al Cristianesimo le popolazioni indigene. Per rafforzare il suo potere fondò anche un ordine monastico militare, i Cavalieri portaspada (Fratres militiae Christi), per aiutarlo nell'opera di conquista. Nel 1211 iniziò la costruzione della cattedrale di Riga.
In seguito conquistò la Semgallia, ove istituì una diocesi. Ebbe una lunga disputa con l'ordine dei Portaspada che sin dall'origine era piuttosto riottoso a riconoscere l'autorità del vescovo e con il sovrano danese Valdemaro II a proposito dell'Estonia. Nel 1224 riuscì a ricondurre l'Estonia sotto il suo dominio e nominò suo fratello Hermann vescovo di Dorpat.
Fece diversi viaggi in Germania e in Italia fino alla completa conquista e conversione della Livonia nel 1207. Il 1º aprile dello stesso anno l'Imperatore Filippo di Svevia lo nominò Principe del Sacro Romano Impero a capo del feudo della Livonia. Alberto di conseguenza divenne un Principe vescovo. Nel 1225 l'Imperatore Federico II confermò tale titolo. Successivamente Alberto dichiarò l'indipendenza della sua diocesi da Brema e venne quindi elevato al grado di arcivescovo.
Alberto morì a Riga nel 1229.

## Culto
Fu venerato a Riga come un Santo cattolico fino alla Riforma protestante. Il giorno dedicato al santo era il 1º giugno. Non è più menzionato nel Martirologio Romano.

## Genealogia episcopale e successione apostolica
La genealogia episcopale è:
- Cardinale Ottaviano Poli dei conti di Segni
- Papa Innocenzo III
- Arcivescovo Alberto di Riga

La successione apostolica è:
- Vescovo Theodericus von Treiden, O.Cist. (1211)